# Свети Йоан Предтеча (Потамия)
„Свети Йоан Предтеча“ (на гръцки: Σύναξη Τιμίου Προδρόμου Ποταμιάς) е средновековна православна църква край село Потамия, в североизточната част на остров Тасос, Гърция, част от Филипийската, Неаполска и Тасоска епархия на Вселенската патриаршия.
Църквата е построена в северния край на селото. В северната част на наоса на две места има дата 1839.
в архитектурно отношение е еднокорабна църква с дървен покрив и по-нов екзонартекс. Наосът има външни размери 8,72 m на 6,55 m, площ 57,12 m2, и дебелина на стените 64 cm. Вместо екзонартекс първоначално е имала открит трем. Наосът има само две малки прозореца на южната страна. В светилището светлината е минимална от вентилационен процеп в конхата. Над входа има стенопис на Свети Йоан Предтеча. Подът е с плочи, а по надлъжните стени има пейки. Стените са украсени с повтарящ се мотив – осмоъгълник, в който има квадрат с кръст.
Иконостасът е дъсчен с две врати и пет царски икони – „Рождество на Свети Йоан Предтеча“, „Света Богородица“, Свети Николай и Свети Василий Велики на царските двери, „Христос Вседържител“, „Свети Йоан Предтеча“ и на северната стена „Секновение“. Над тях има двадесет по-малки икони, а в края на иконостаса змейска глава. Светилището е издигнато с една стъпка. Апсидата стъпва на пода и отвън има три слепи ниши. В апсидата има стенопис на Света Богородица с Христос в прегръдките ѝ. Протезисът и диакониконът са полукръгли, като в протезиса също има стенопис. В северната и южната стена има други две ниши. Олтарът е мраморен на кръгла основа. Стенописите и мраморният олтар са средновековни.